# Sant’Angelo (Lecce)
A Sant’Angelo vagy Santa Maria di Costantinopoli egyike Lecce legrégebbi templomainak. 1061-ben építették Ágoston-rendi szerzetesek. A 14. században átépítették, mai barokk formáját az 1663-ban végzett átépítése során nyerte el.

## Leírása
A templom jellegzetessége a félkész homlokzat: a háromszintes épületnek csak az első két szintje készült el. A homlokzatot bordázott pilaszterek osztják öt részre. A középső részben látható az íves timpanonnal díszített portál. Felette a Szűzanya szobra áll a gyermek Jézussal. A bronzkaput az 1750-es években készítette Emanuele Manieri. Fő motívuma az Ágoston-rendiek szimbóluma, a sas. Az homlokzat oldalsó részeit üres falfülkék díszítik. Valószínűleg szobrokat szántak ezekbe. Az első szint hármas tagolású, azonban a pilaszterek felső része hiányzik. A szintet egy egyszerű szögletes tető zárja.
A templombelső latin kereszt alaprajzú, minden oldalán négy-négy kápolna csatlakozik az egyetlen hajóhoz. A kápolnákban gazdagon díszített barokk oltárok állnak. A főoltár szintén barokk remekmű, a Szűzanyának van szentelve.